# Mercedes-Benz O350

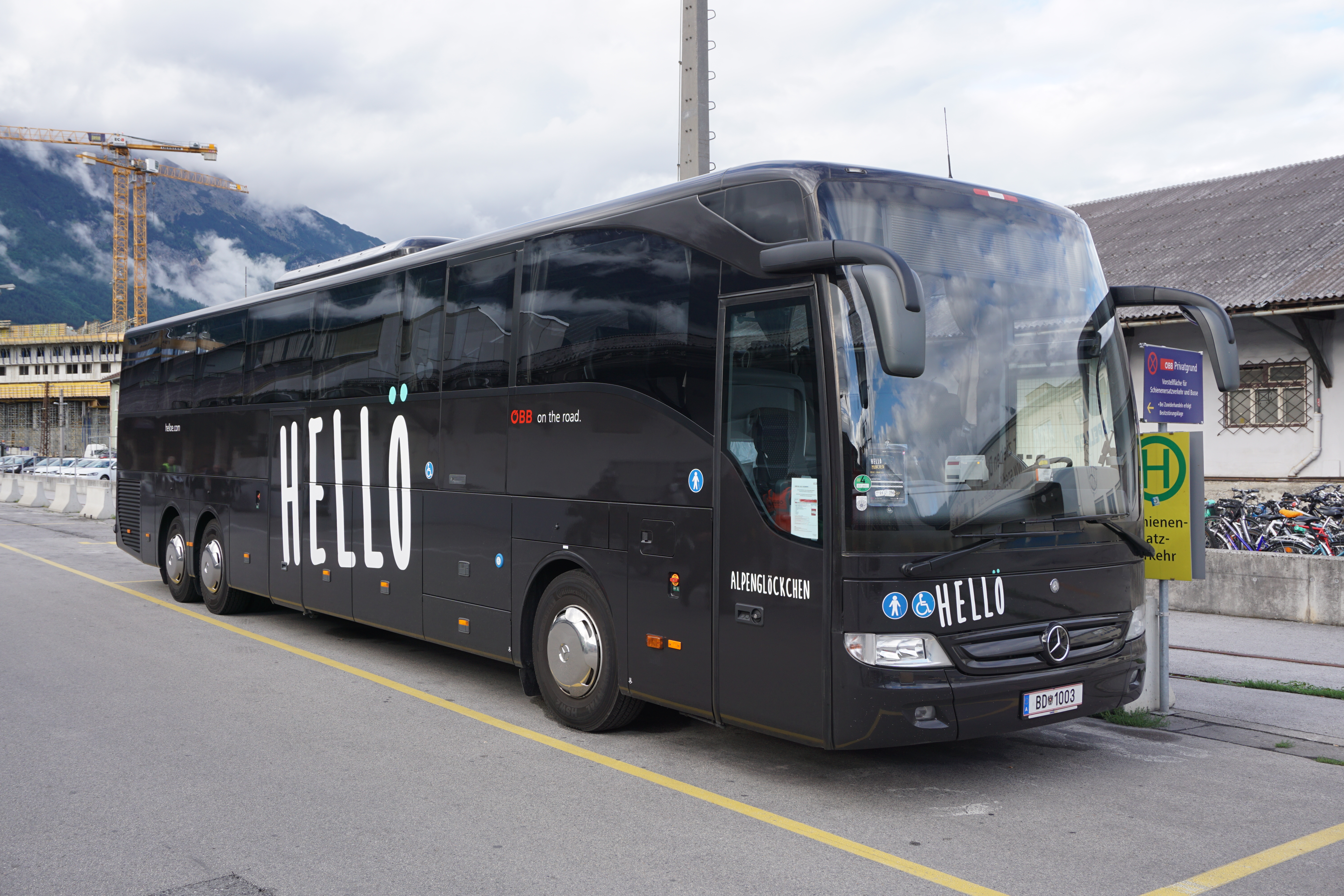
Mercedes-Benz Tourismo L II generacji u austriackiego przewoźnika HELLÖ

Mercedes-Benz O350 (nazwa handlowa: Mercedes-Benz Tourismo) – autokar turystyczny produkowany przez Mercedes-Benz AG/EvoBus od 1994 roku w zakładach w Hoşdere w Turcji. Jest to niższy pod względem wyposażenia (obok sztandarowego modelu Travego) model autokarów Mercedes-Benz, a jednocześnie najpopularniejszy wysokopokładowy autokar w Europie. W 2017 roku miała miejsce premiera III generacji modelu.

## I generacja
W 1992 roku Mercedes-Benz zaprezentował model autokaru O340 wyłącznie na rynek turecki. Pojazd ten był produkowany w zakładach Mercedes-Benz Turk w Hoşdere. W 1994 roku model ten doczekał się następcy w postaci nowego autokaru oznaczonego symbolem O350 i nazwą handlową Tourismo. Był to pierwszy autokar tego producenta noszący nazwę obok typu. Nowy autokar oferowany był tylko w jednej wersji o długości 11,98 i wysokości 3,65 m. Napędzany niezawodnym 381-konnym silnikiem V8 autokar można było wyposażyć w manualną skrzynię biegów GO190 lub automatyczną PowerShift. We wnętrzu zastosowano kokpit z modelu Mercedes-Benz O404. Dzięki możliwościom wyposażenia spotkał się z popularnością na biedniejszych rynkach Turcji i Europy Wschodniej, jako luksusowy autokar zachodniego producenta, i w Europie Zachodniej, jako alternatywa na krótsze trasy dla luksusowych autokarów firm  Neoplan lub Setra.
W 1998 roku obok modelu RHD (niem. Reisehochdecker – turystyczny wysokopokładowy) zaprezentowano model Tourismo SHD (niem. Superhochdecker – super wysokopokładowy) o podwyższonej podłodze przeznaczony głównie na rynek turecki. W ten sposób uzyskano większą przestrzeń na bagaż.
W 1999 roku dokonano modernizacji modelu Tourismo. Nowe pojazdy otrzymały zmienione przednie światła, unowocześniona została przednia atrapa. Zmianie uległ także przebieg charakterystycznego dla I generacji pochylonego słupka za przednimi drzwiami – w nowszych modelach zachodził on na skrzydło drzwi. Pojazd otrzymał większe tylne światła o trójkątnej formie.
W 2004 roku, po 10 latach produkcji bestsellerowego modelu, z linii montażowej zjechało Tourismo numer 10 000. Z tej okazji wyprodukowano limitowaną edycję Edition 10.000. Sprzedaż na poziomie 1000 sztuk rocznie pozwoliła uplasować się w czołówce, jeśli chodzi o sprzedaż autokarów w Europie. W trakcie produkcji wprowadzono kolejne unowocześnienia, m.in. zastosowano aluminium jako fragmenty konstrukcji i poszycia, co obniżyło masę pojazdu.
W 1996 roku trzy sztuki I generacji Mercedes-Benz O350 zostały wyprodukowane w zakładach Autosan w Sanoku.

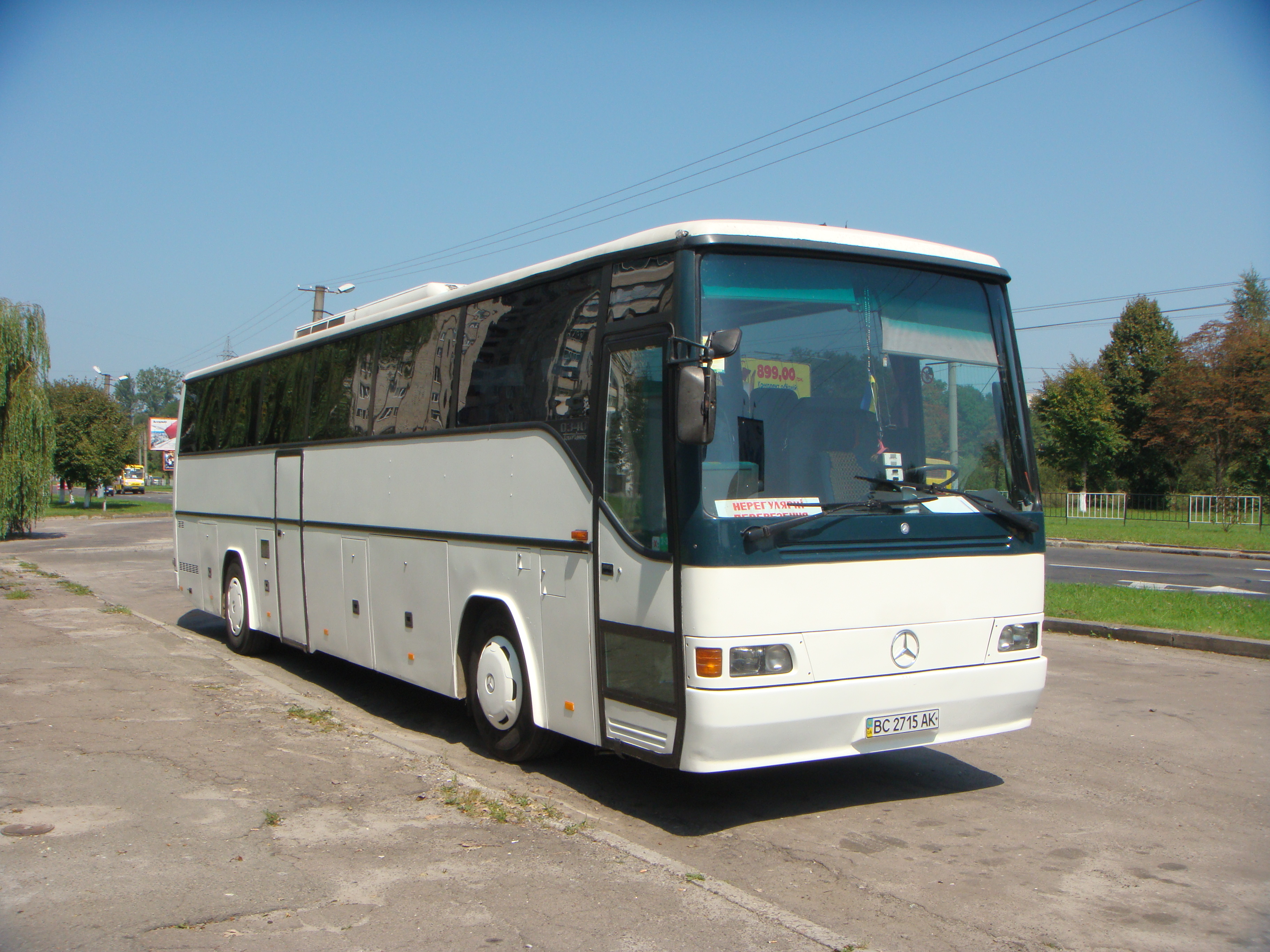
Mercedes-Benz O340 – poprzednik Tourismo
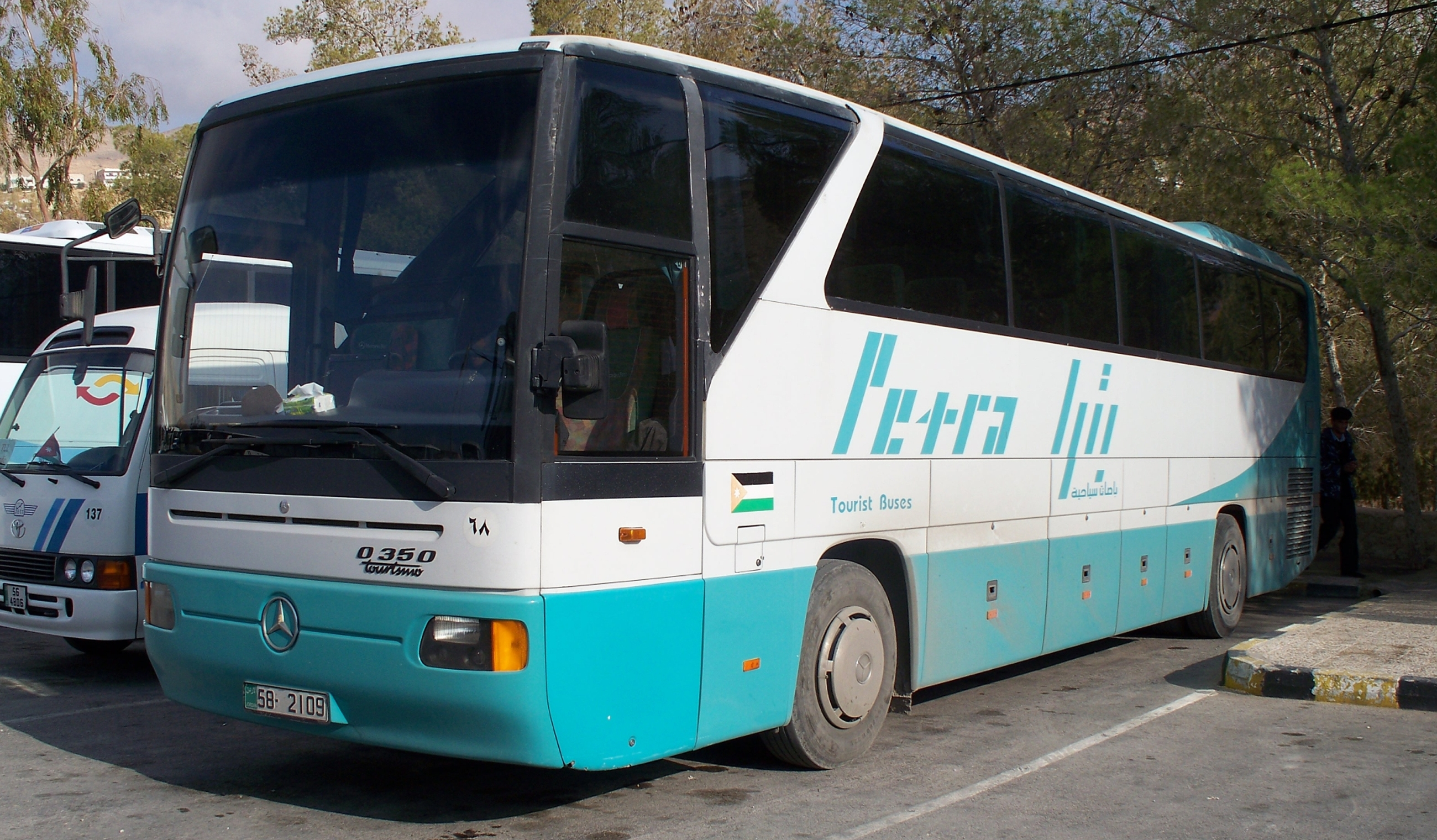
Mercedes-Benz O350 przed face liftingiem
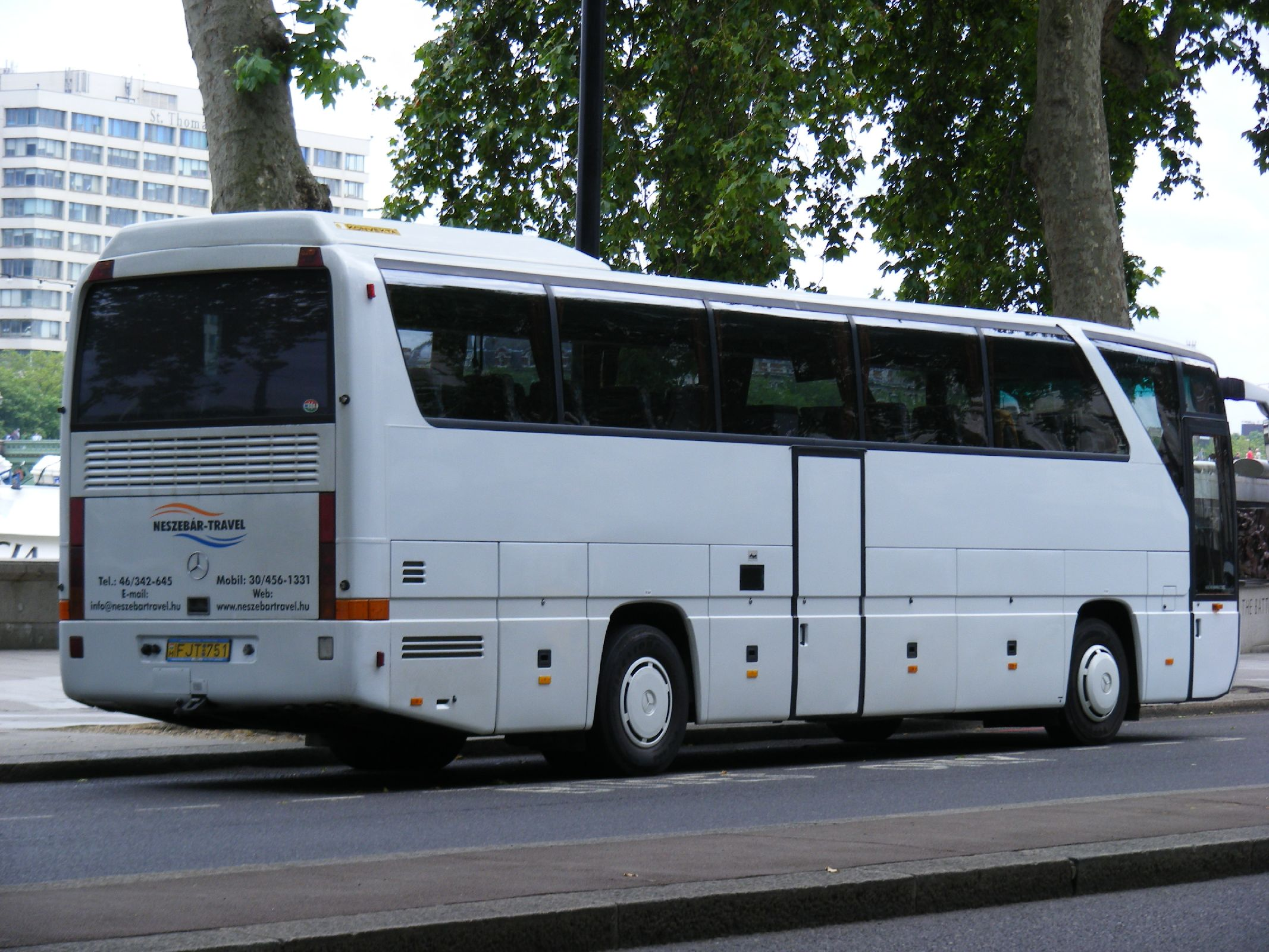
Tył autokaru przed face liftingiem
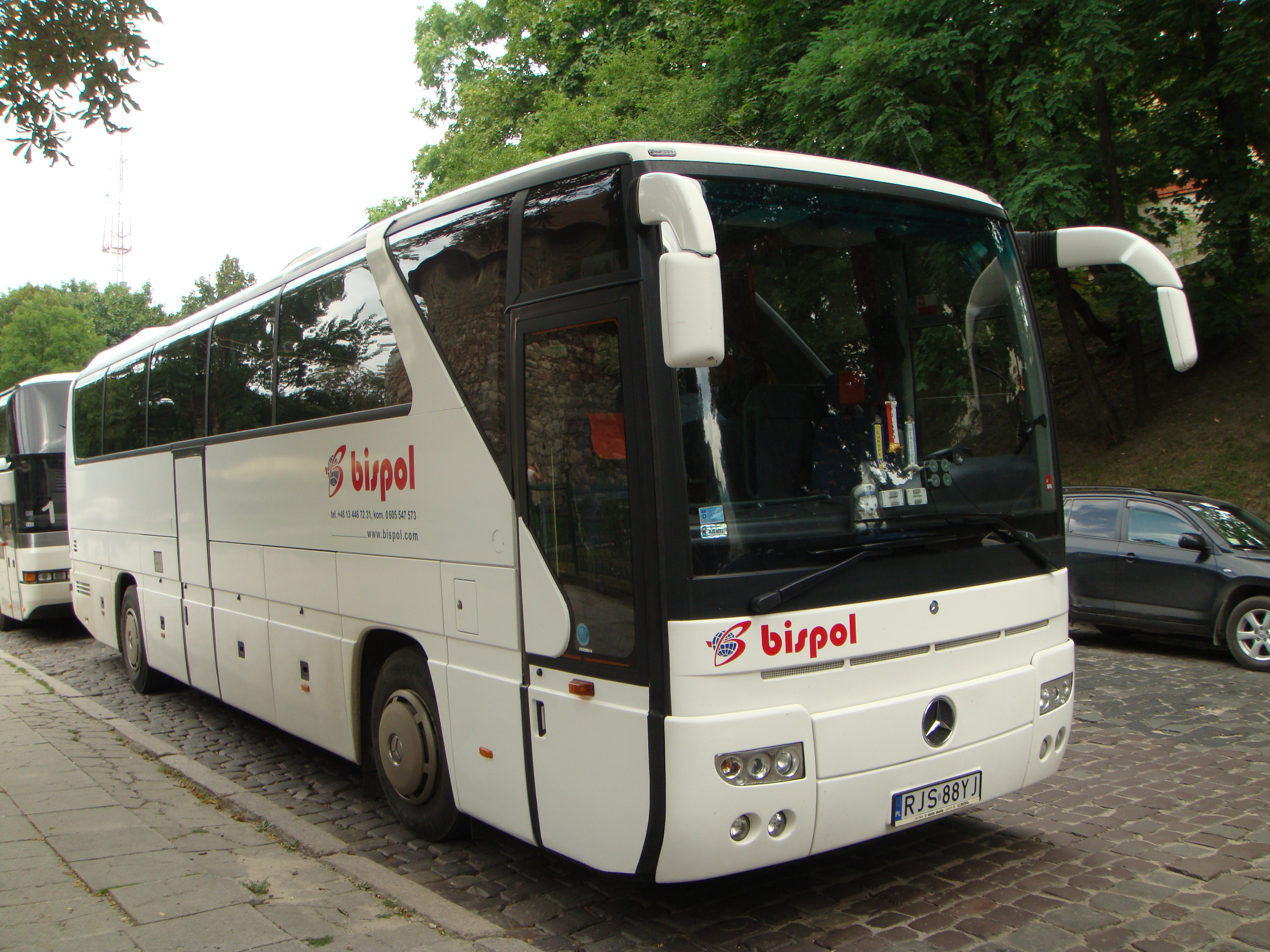
Tourismo po face liftingu (1999)
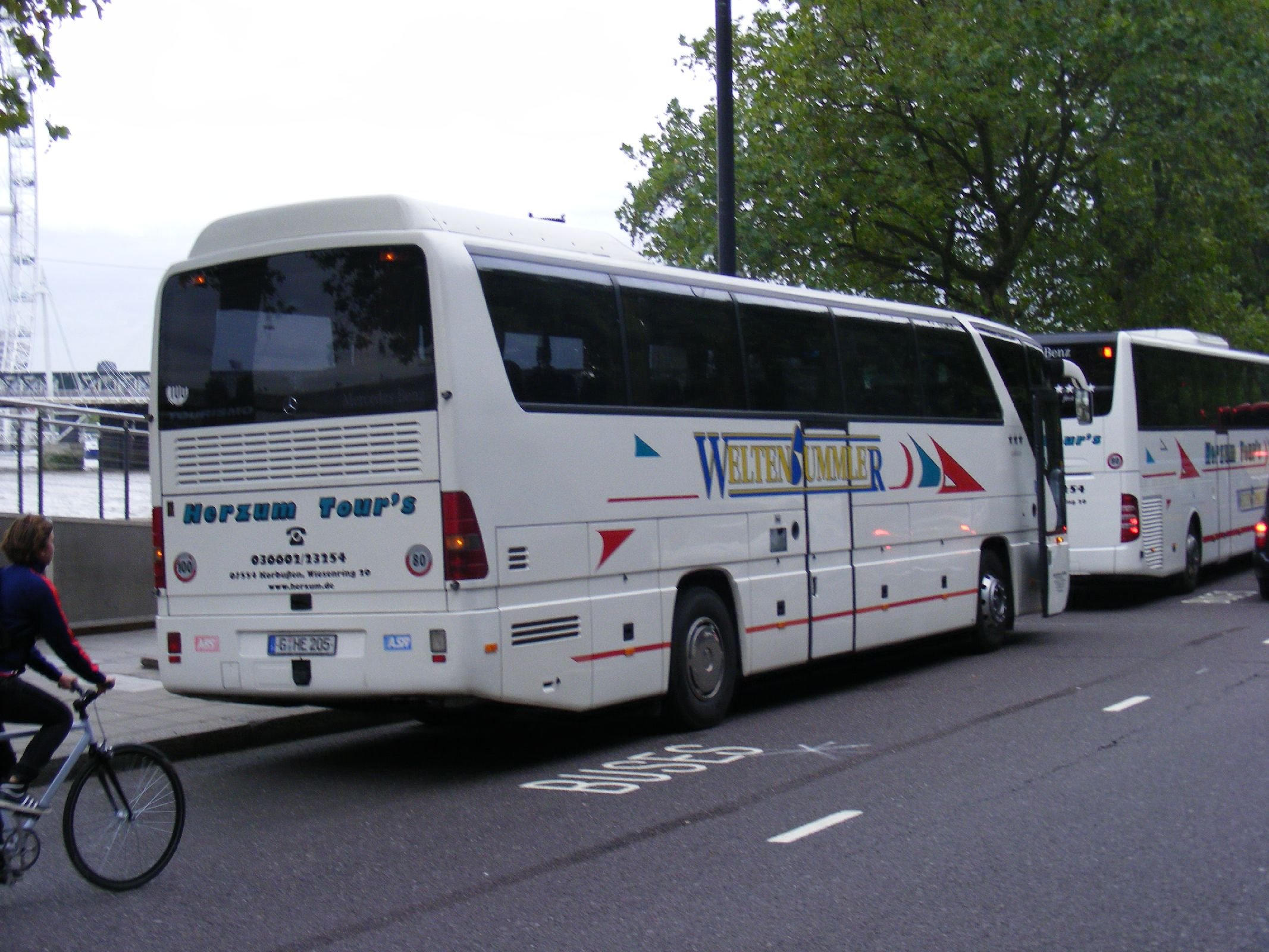
Tył autokaru po face liftingu
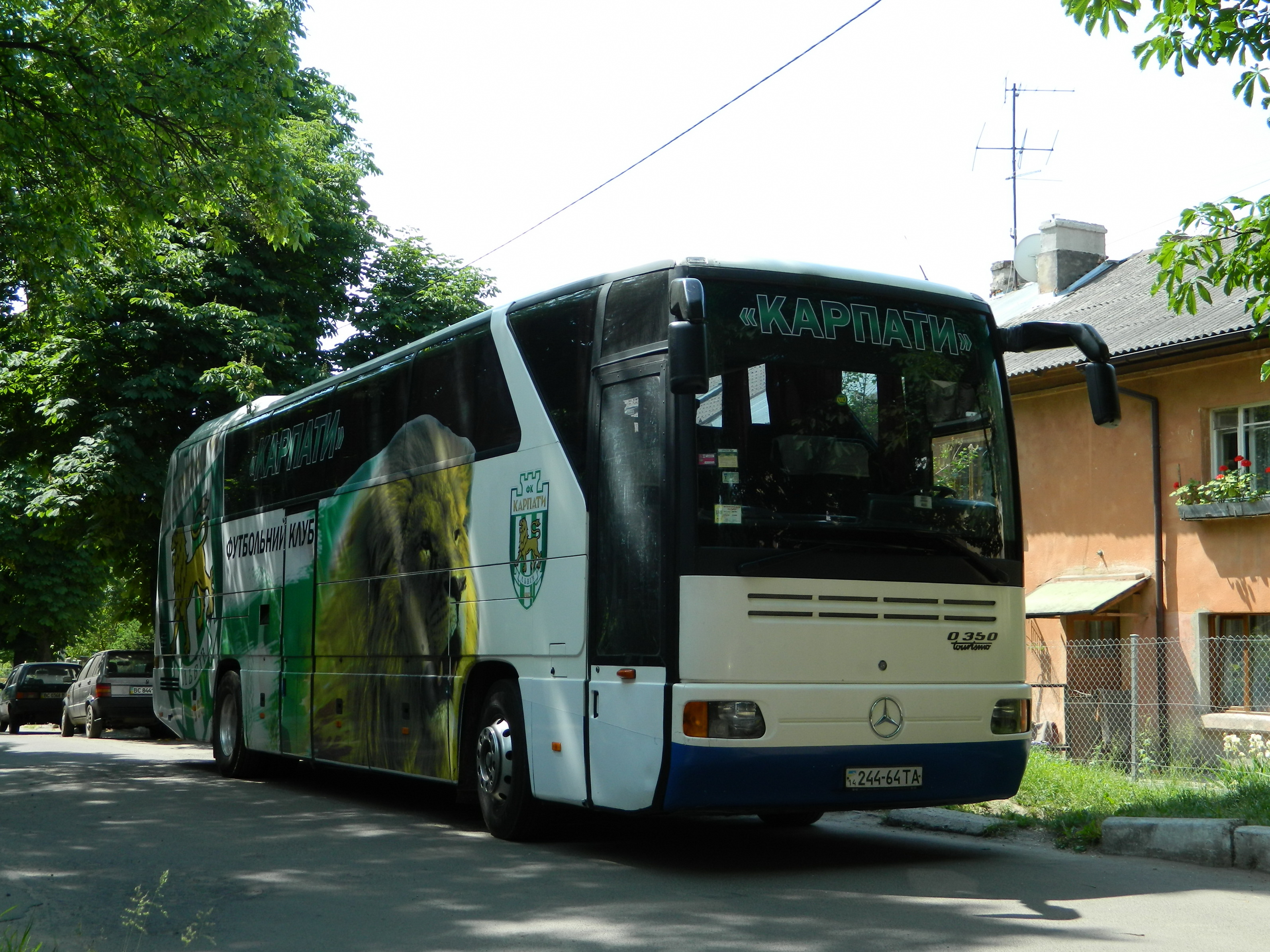
Tourismo w wersji z podniesionym pokładem (SHD)

## II generacja
W 2006 roku na targach IAA w Hanowerze miała miejsce premiera II generacji autokaru Mercedes-Benz O350 Tourismo. W nowej odsłonie autokarów zastosowano nową lżejszą stylistykę – zrezygnowano ze słupka w kolorze nadwozia, w nowym modelu dolna krawędź szyb swobodnie opada ku przodowi autokaru płynnie łącząc się z oknem w drzwiach i przednią szybą. Nad drzwiami zastosowano równoległą krzywiznę, na której zamontowano lusterka pojazdu. Zastosowano nowe światła przednie i tylne, zmieniono przednią atrapę na podobną do tej znanej z Travego. Zrezygnowano także z wytłoczenia biegnącego wzdłuż autokaru po klapach luków bagażowych. Nowy model był dostępny w czterech wersjach nadwozia wysokopokładowego (RHD), co było odpowiedzią na duże zainteresowanie autokarami o większej pojemności:
- O350 15RHD (Tourismo) – długość: 12,14 m, 2 osie, 51+1+1 miejsc pasażerskich[9],
- O350 16RHD/2 (Tourismo M/2) – długość: 12,96 m, 2 osie, 55+1+1 miejsc pasażerskich[10],
- O350 16RHD (Tourismo M) – długość: 12,96 m, 3 osie, 55+1+1 miejsc pasażerskich[11],
- O350 17RHD (Tourismo L) – długość: 13,99 m, 3 osie, 59+1+1 miejsc pasażerskich[12].

Ponadto dostępne były 2 wersje nadwozia średniopokładowego (RH). Trzecia wersja średniopokładowa – Tourismo K (niem. Kurz – krótki) miała swoją premierę w 2013 roku jako tzw. autokar klubowy stanowiący następcę Mercedesa O510 Tourino.
- O350 15RH (Tourismo RH) – długość: 12,14 m, 2 osie, 55+1+1 miejsc pasażerskich[14],
- O350 16RH (Tourismo RH M) – długość: 12,96 m, 2 osie, 57+1+1 miejsc pasażerskich[15],
- O350 12RH (Tourismo K) – długość: 10,3 m, 2 osie, 39+1+1 miejsc pasażerskich[16].

Od 2014 roku wszystkie egzemplarze Mercedes-Benz Tourismo są produkowane z 428-konnymi silnikami MB OM410 LA  lub 353-konnymi silnikami OM936 LA spełniającymi normę emisji spalin Euro 6. Pojazdy te wyróżniają się zmienioną tylną klapą silnika, w której dodano dodatkowe wloty powietrza.

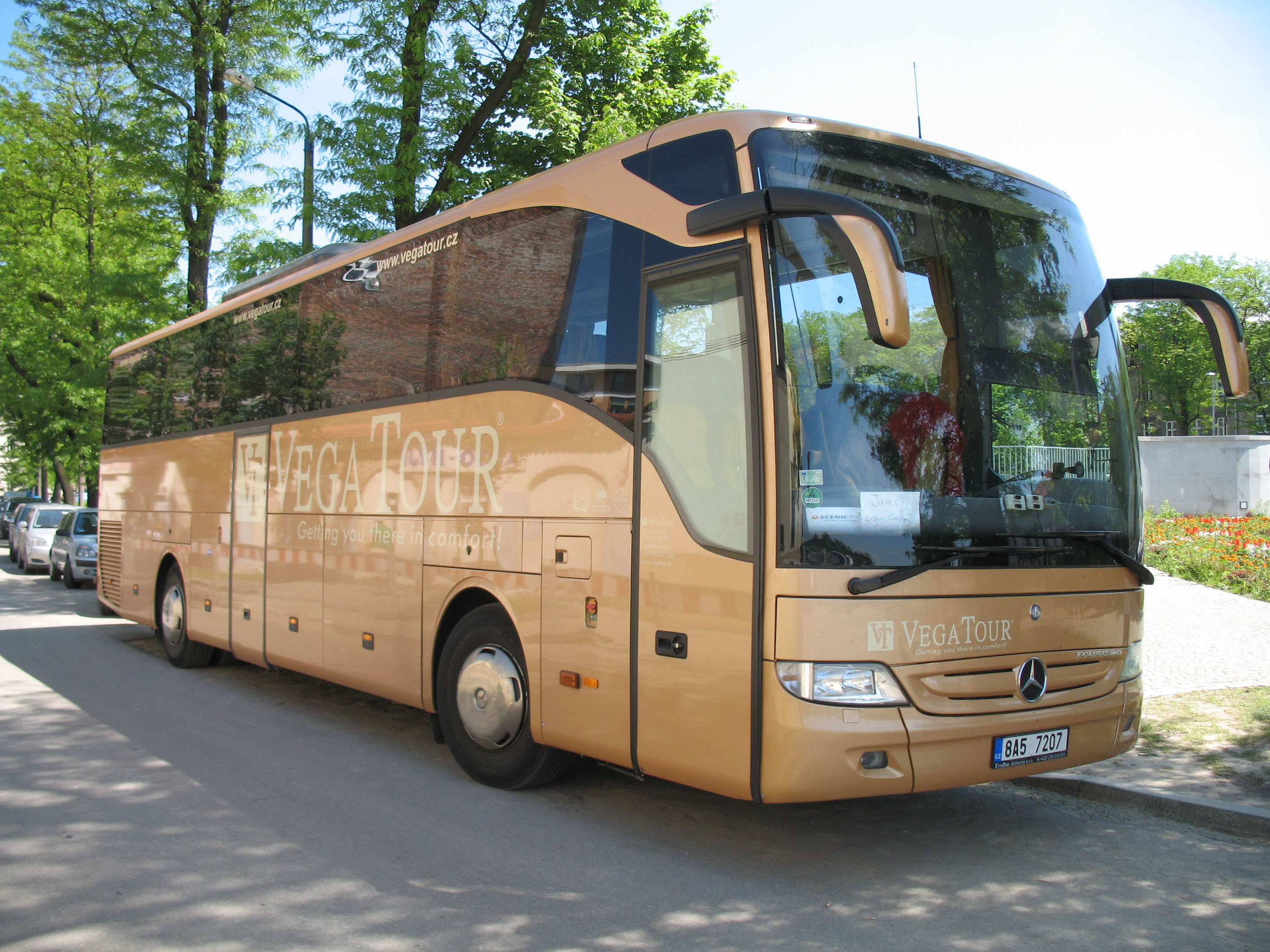
Mercedes-Benz Tourismo 15RHD II generacji
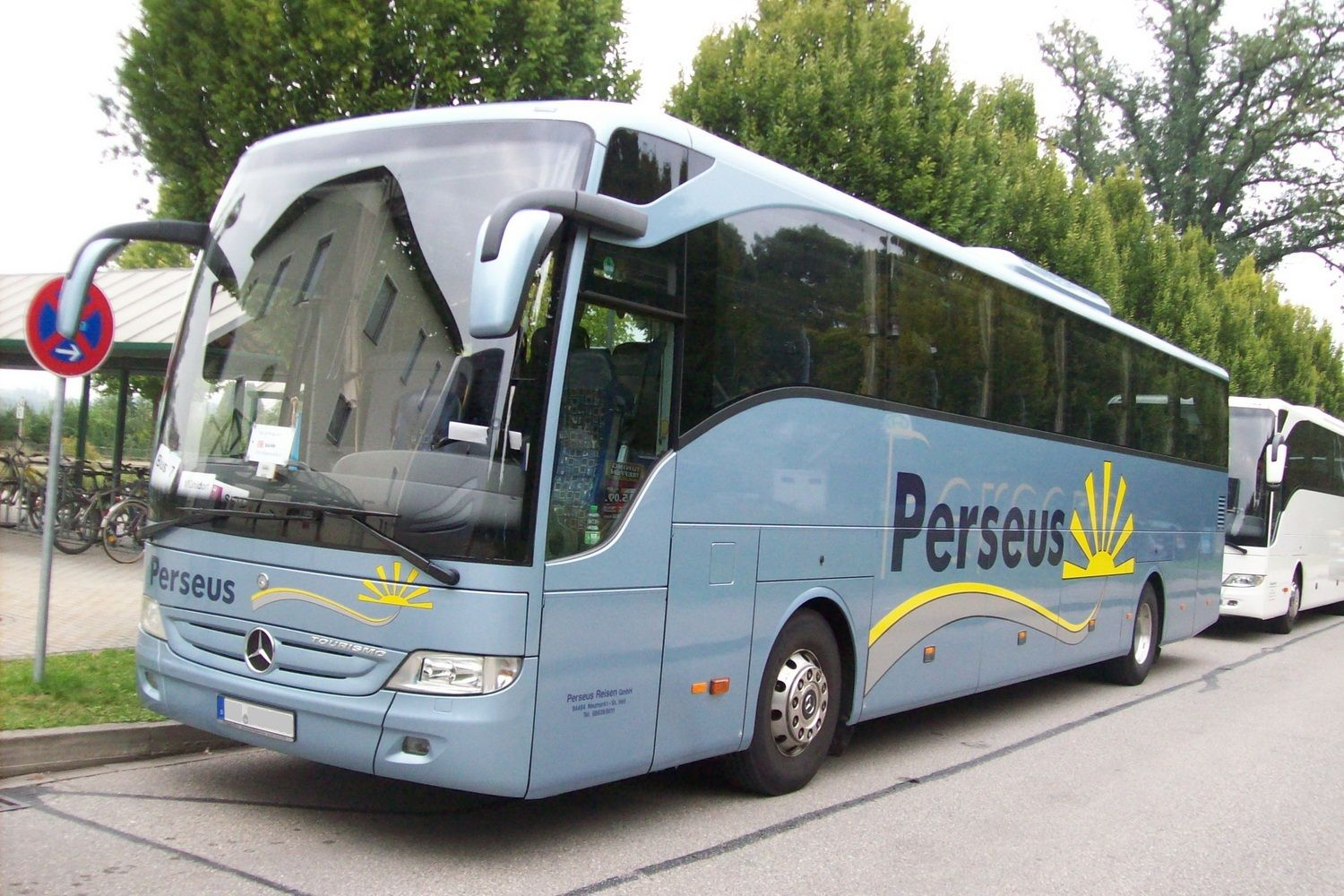
Mercedes-Benz Tourismo 16RHD/2 (wersja dwuosiowa)
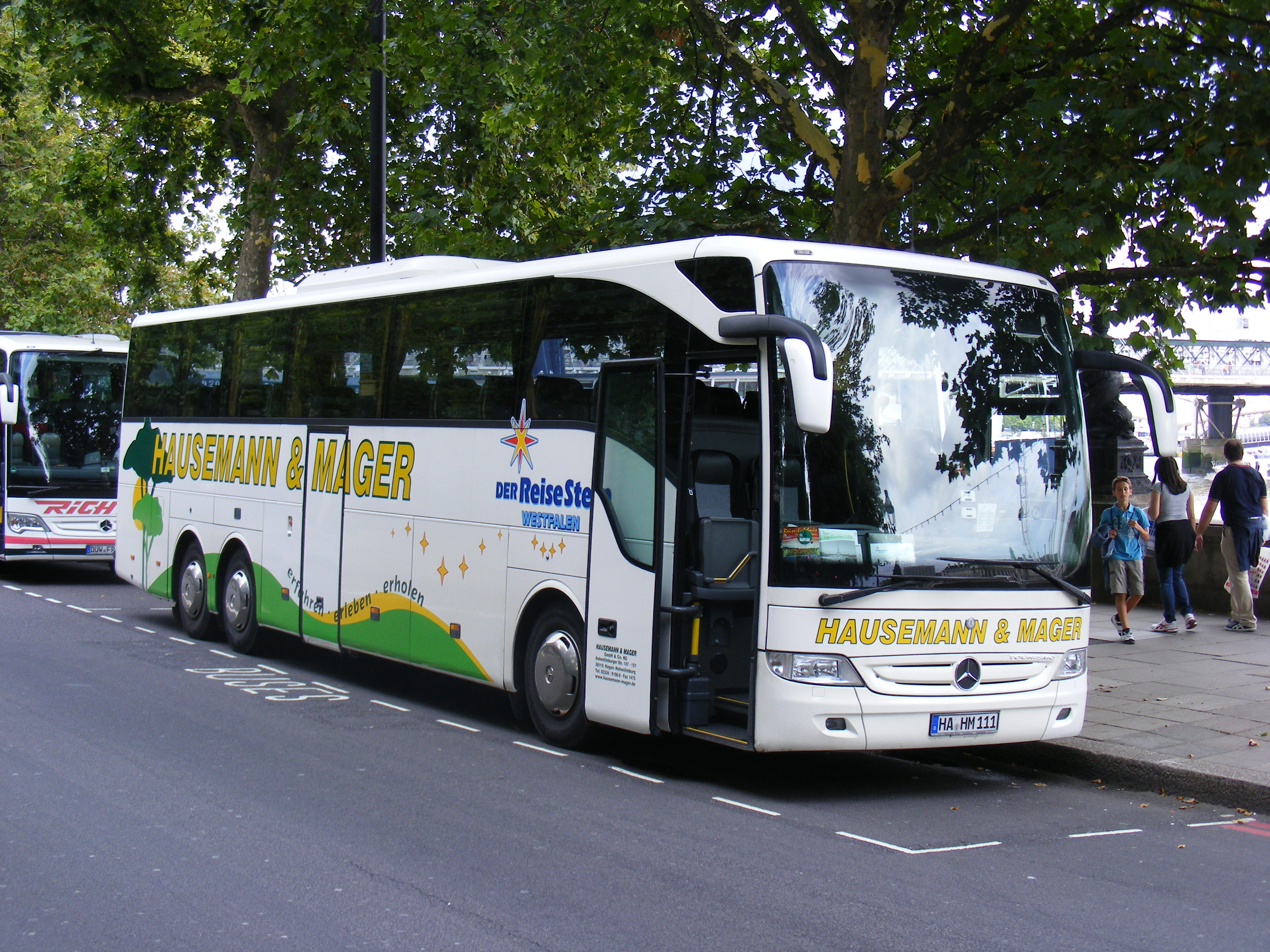
Mercedes-Benz Tourismo 16RHD (wersja trzyosiowa)
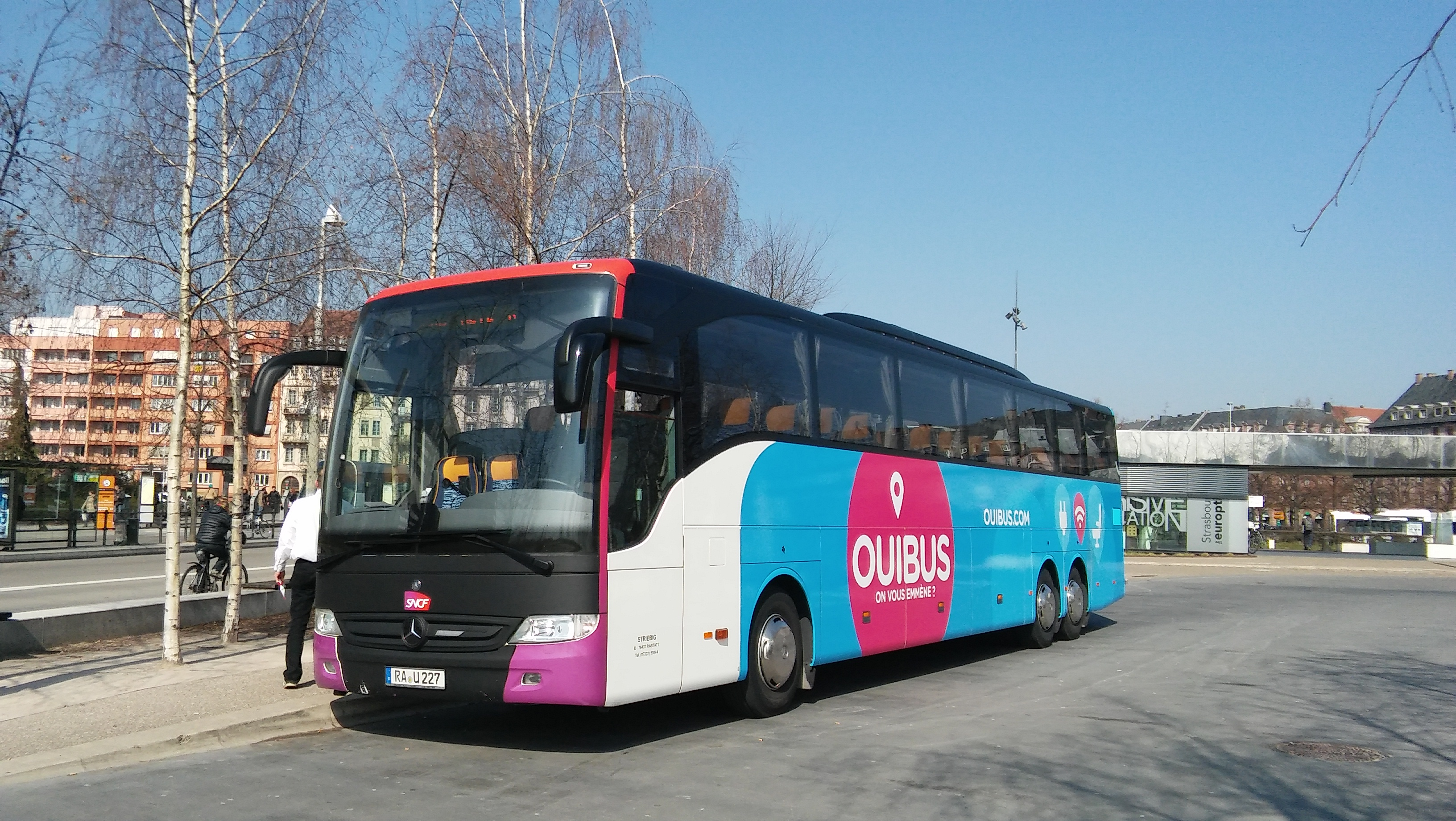
Mercedes-Benz Tourismo 17RHD u francuskiego przewoźnika Ouibus
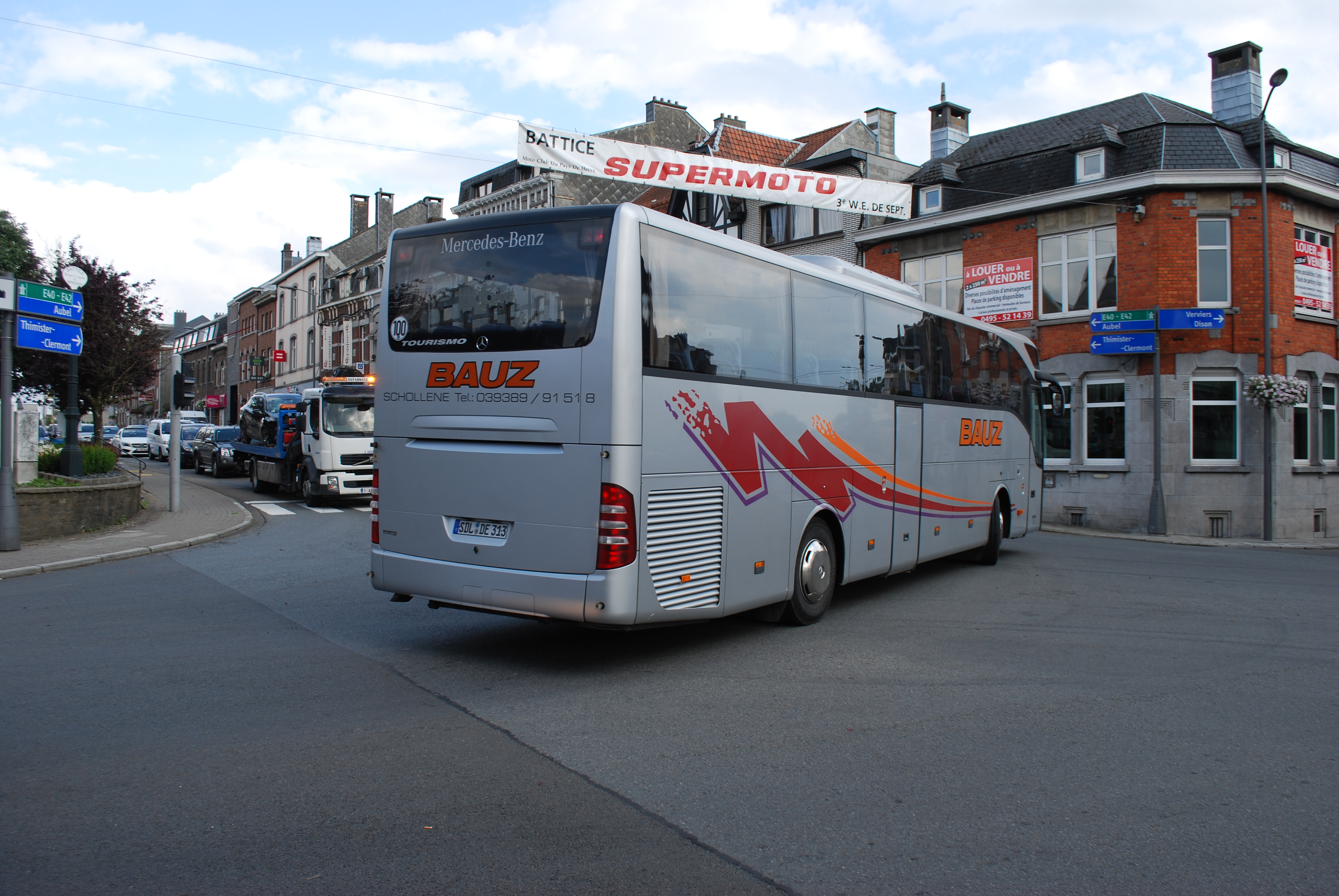
Tył II generacji Tourismo (wersja przed 2014)
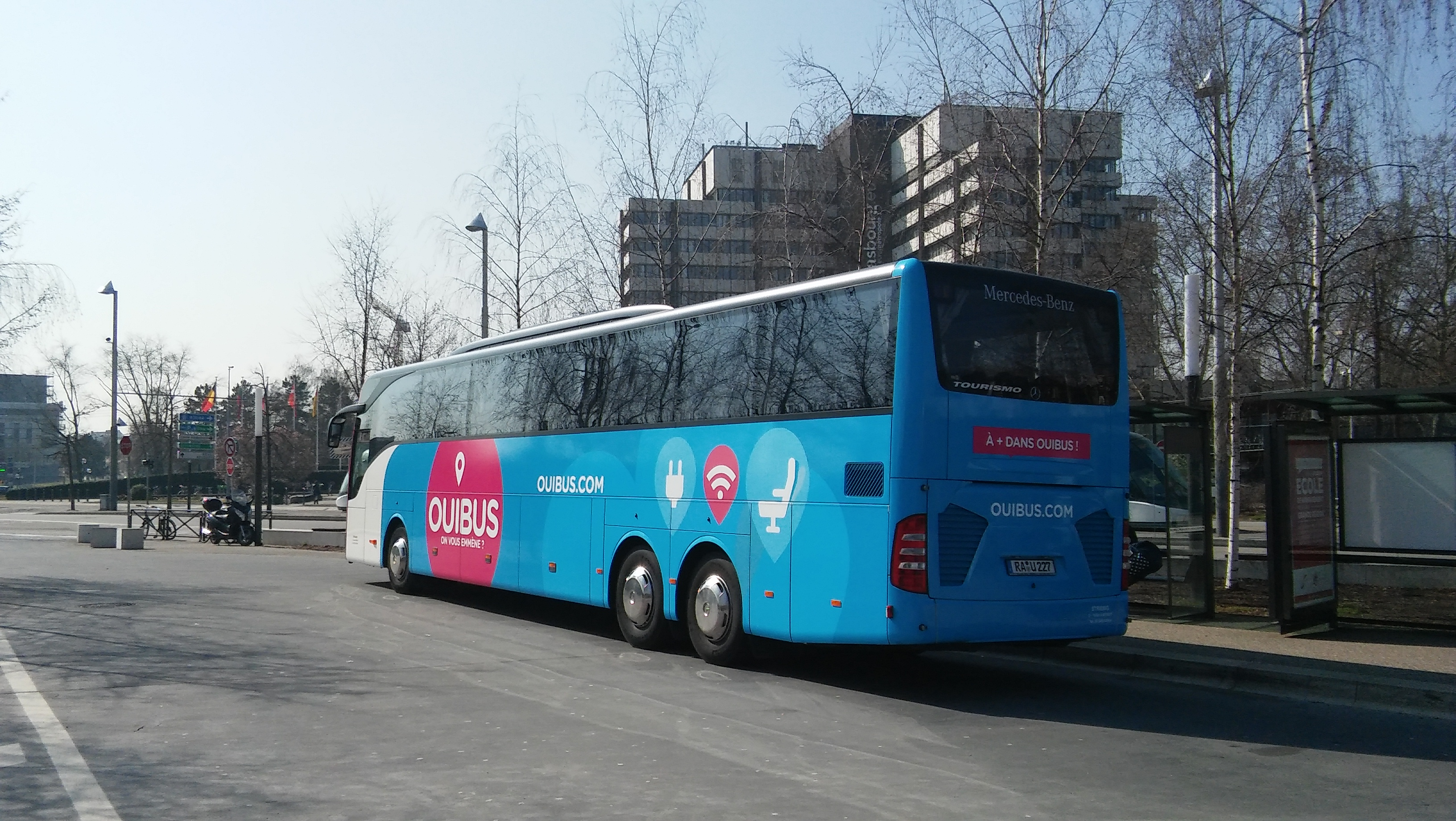
Tourismo II generacji – tył (wersja z silnikiem Euro 6)
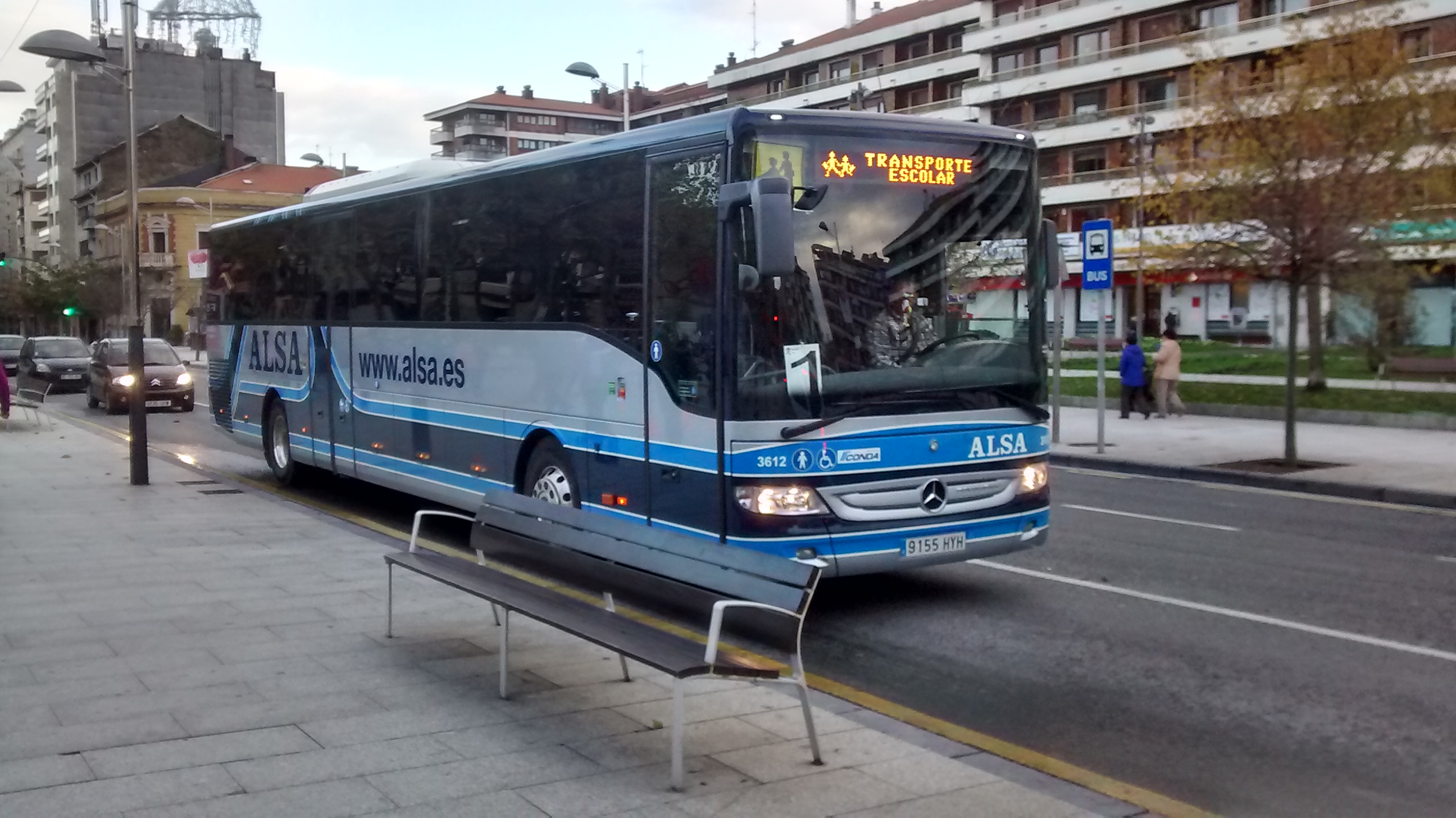
Tourismo RH
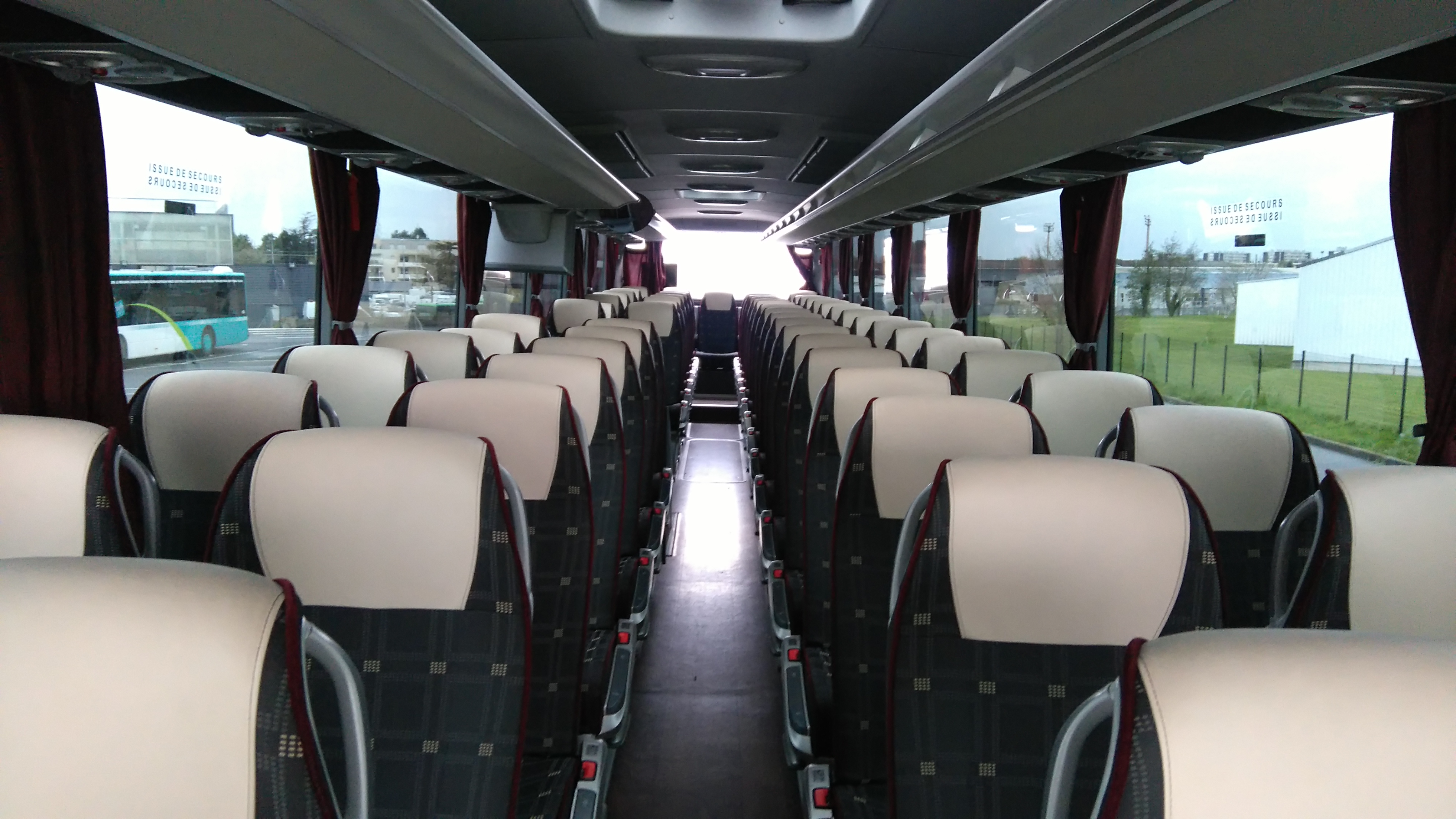
Wnętrze Tourismo II generacji
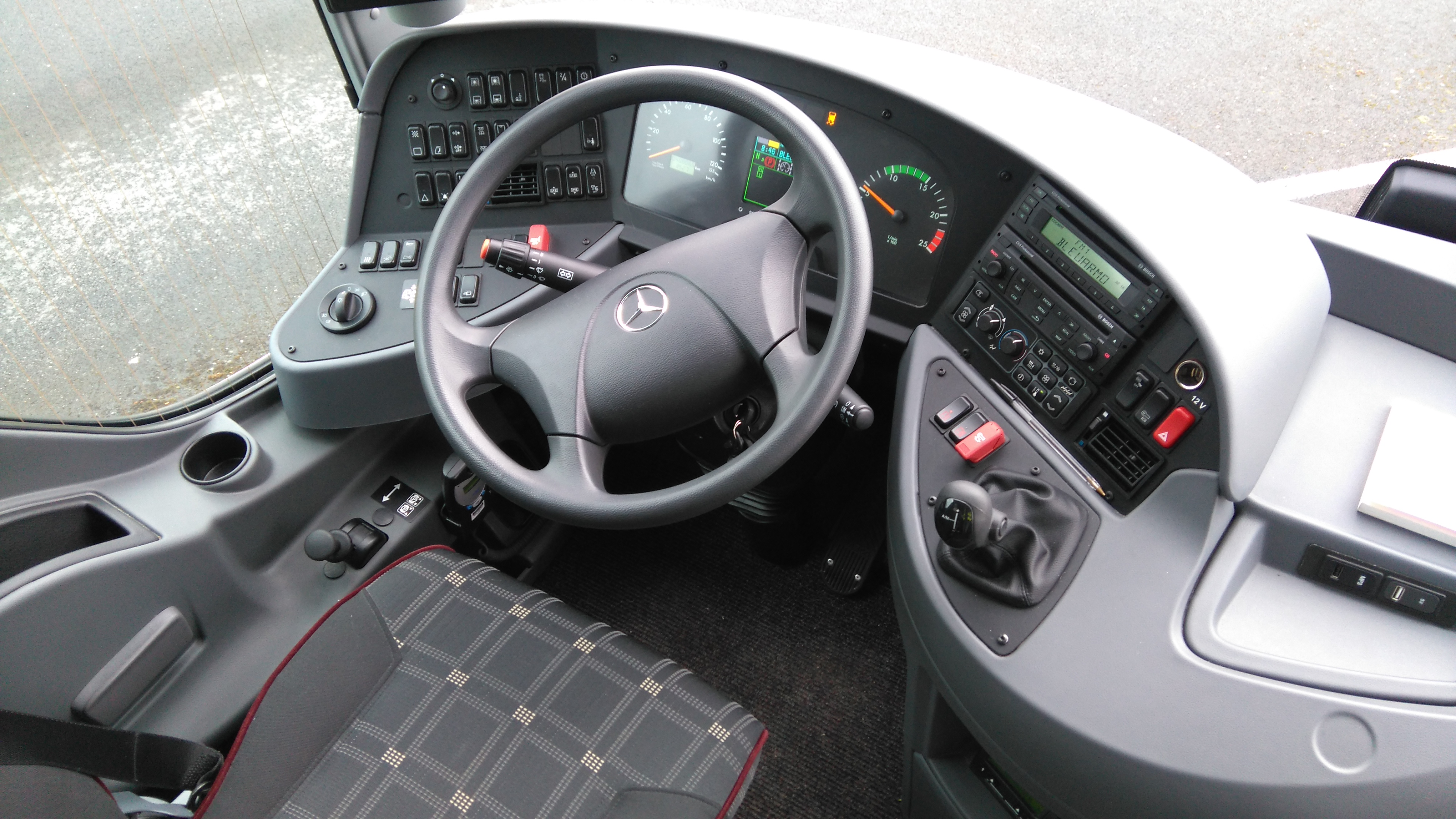
Kokpit II generacji Tourismo

## III generacja
20 czerwca 2017 roku miała miejsce premiera III generacji najpopularniejszego autokaru wysokopokładowego w Europie. W nowej konstrukcji wprowadzono wiele zmian zarówno technicznych jak i stylistycznych. Jak zapowiedział producent, nowy model zaprojektowany został z przeznaczeniem zarówno dla biedniejszych jak i bogatszych przewoźników dotychczas wybierających Travego. Design nowej generacji został mocno zmieniony – przednie światła pochodzą z samochodu ciężarowego Mercedes-Benz Actros, natomiast tylne z autobusu Citaro. Zmieniona została także przednia atrapa z charakterystyczną gwiazdą, której trójkątny kształt nawiązuje do innych pojazdów Mercedes-Benz. Łagodne linie nabrały większej dynamiki, wprowadzono większą szybę w przednich drzwiach, zmieniono mocowanie lusterek. Tylna ściana otrzymała charakterystyczny, niesymetryczny wlot powietrza z prawej strony. Nowa konstrukcja jest także wyższa od poprzednika o 6 cm.
Jednostkę napędową stanowi silnik Mercedes-Benz OM470 LA (428 KM) II generacji (produkowany od 2016 r.) lub OM936LA (353 KM), co pozwoliło na zmniejszenie zużycia paliwa o 7%. Istnieją także dwie opcje skrzyni biegów: manualna Mercedes-Benz GO210 lub automatyczna PowerShift. Konstrukcja nowego Tourismo charakteryzuje się lepszą aerodynamiką, a jego masa własna jest mniejsza od poprzednika o 200 kg, co wpływa na oszczędności paliwa rzędu kolejnych 4,5%. O bezpieczeństwo dba zgodność z normą ECE R66.02 (odporność na dachowanie), system Front Collision Guard (FCG, zgodność znormą ECE-29 w razie zderzenia czołowego), a także liczne elektroniczne systemy bezpieczeństwa, m.in. ABA3, ART, AtAs, ABS, EBS, DBL, BAS, ESP, SPA, AEBS.
We wnętrzu Tourismo zaszły duże zmiany. Zaprojektowano nową kuchnię pokładową, zmieniono oświetlenie wnętrza. Do wyboru są trzy typy foteli: Travel Star Eco, SoftLine, SoftLine bicolor i LuxLine. Standardowe wyposażenie oferuje kokpit typu Basic Plus, natomiast dla bardziej wymagających klientów przeznaczono kokpit Comfort Plus. O odpowiednią temperaturę we wnętrzu pojazdu dba klimatyzacja o mocy 32, 35 lub 39 kW.
Rozpoczęcie produkcji seryjnej III generacji Tourismo zapowiedziano na końcówkę 2017 roku.

## Dane techniczne
|                           | I generacja           | II generacja                                 | II generacja                                 | II generacja                                 | II generacja                                 | II generacja                                 | II generacja                                 | II generacja                                 | III generacja                                                                        | III generacja                                                                        | III generacja                                                                        | III generacja                                                                        |
| O350 RHD                  | O350 15RHD            | O350 16RHD/2                                 | O350 16RHD                                   | O350 17RHD                                   | O350 12RH                                    | O350 15RH                                    | O350 16RH                                    | O350 15RHD                                   | O350 16RHD/2                                                                         | O350 16RHD/3                                                                         | O350 17RHD                                                                           |                                                                                      |
| ------------------------- | --------------------- | -------------------------------------------- | -------------------------------------------- | -------------------------------------------- | -------------------------------------------- | -------------------------------------------- | -------------------------------------------- | -------------------------------------------- | ------------------------------------------------------------------------------------ | ------------------------------------------------------------------------------------ | ------------------------------------------------------------------------------------ | ------------------------------------------------------------------------------------ |
| Długość [mm]              | 11 980                | 12 140                                       | 12 960                                       | 12 960                                       | 13 990                                       | 10 320                                       | 12 140                                       | 12 960                                       | 12 295                                                                               | 13 115                                                                               | 13 115                                                                               | 13 935                                                                               |
| Szerokość [mm]            | 2550                  | 2550                                         | 2550                                         | 2550                                         | 2550                                         | 2550                                         | 2550                                         | 2550                                         | 2550                                                                                 | 2550                                                                                 | 2550                                                                                 | 2550                                                                                 |
| Wysokość [mm]             | 3647                  | 3620                                         | 3620                                         | 3620                                         | 3620                                         | 3365                                         | 3355                                         | 3355                                         | 3680                                                                                 | 3680                                                                                 | 3680                                                                                 | 3680                                                                                 |
| Rozstaw osi (A-B) [mm]    | 6250                  | 6080                                         | 6900                                         | 6080                                         | 7110                                         | 4985                                         | 6080                                         | 6900                                         | 6090                                                                                 | 6910                                                                                 | 6090                                                                                 | 6910                                                                                 |
| Rozstaw osi (B-C) [mm]    | n/d                   | n/d                                          | n/d                                          | 1350                                         | 1350                                         | n/d                                          | n/d                                          | n/d                                          | n/d                                                                                  | n/d                                                                                  | 1350                                                                                 | 1350                                                                                 |
| Zwis przedni [mm]         | 2595                  | 2760                                         | 2760                                         | 2760                                         | 2760                                         | 2155                                         | 2760                                         | 2760                                         |                                                                                      |                                                                                      |                                                                                      |                                                                                      |
| Zwis tylny [mm]           | 3135                  | 3300                                         | 3300                                         | 2770                                         | 2770                                         | 3180                                         | 3300                                         | 3300                                         |                                                                                      |                                                                                      |                                                                                      |                                                                                      |
| Średnica zawracania [m]   | 21,14                 | 20,98                                        | 23,07                                        | 21,19                                        | 23,67                                        | 17,2                                         | 20,98                                        | 23,07                                        |                                                                                      |                                                                                      |                                                                                      |                                                                                      |
| Liczba miejsc (standard)  | 49+1+1                | 51+1+1                                       | 55+1+1                                       | 55+1+1                                       | 59+1+1                                       | 41+1+1                                       | 55+1+1                                       | 57+1+1                                       | 51+1+1                                                                               | 55+1+1                                                                               | 55+1+1                                                                               | 59+1+1                                                                               |
| Pojemność bagażnika [m3]  |                       | 9,6                                          | 11,8                                         | 9,6                                          | 12,2                                         | 4,2                                          | 6,7                                          | 7,9                                          | 9,9                                                                                  | 12,1                                                                                 | 9,9                                                                                  | 12,1                                                                                 |
| Masa własna [kg]          | 18 000                | 18 000                                       | 18 000                                       | 24 000                                       | 24 000                                       | 11 720                                       | 13 000                                       | 13 200                                       |                                                                                      |                                                                                      |                                                                                      |                                                                                      |
| Silnik                    | Mercedes-Benz O457 LA | Mercedes-Benz OM470 LA (poza O350 12RH)      | Mercedes-Benz OM470 LA (poza O350 12RH)      | Mercedes-Benz OM470 LA (poza O350 12RH)      | Mercedes-Benz OM470 LA (poza O350 12RH)      | Mercedes-Benz OM470 LA (poza O350 12RH)      | Mercedes-Benz OM470 LA (poza O350 12RH)      | Mercedes-Benz OM470 LA (poza O350 12RH)      | Mercedes-Benz OM470 LA II generacji                                                  | Mercedes-Benz OM470 LA II generacji                                                  | Mercedes-Benz OM470 LA II generacji                                                  | Mercedes-Benz OM470 LA II generacji                                                  |
| Moc silnika [KM]          | 422                   | 428                                          | 428                                          | 428                                          | 428                                          | 428                                          | 428                                          | 428                                          | 394                                                                                  | 394                                                                                  | 394                                                                                  | 394                                                                                  |
| Silnik (opcja)            | n/d                   | Mercedes-Benz OM936LA (standard dla O350 RH) | Mercedes-Benz OM936LA (standard dla O350 RH) | Mercedes-Benz OM936LA (standard dla O350 RH) | Mercedes-Benz OM936LA (standard dla O350 RH) | Mercedes-Benz OM936LA (standard dla O350 RH) | Mercedes-Benz OM936LA (standard dla O350 RH) | Mercedes-Benz OM936LA (standard dla O350 RH) | Mercedes-Benz OM936LA (standard dla O350 RH)                                         | Mercedes-Benz OM936LA (standard dla O350 RH)                                         | Mercedes-Benz OM936LA (standard dla O350 RH)                                         | Mercedes-Benz OM936LA (standard dla O350 RH)                                         |
| Moc silnika (opcja) [KM]  | n/d                   | 353                                          | 353                                          | 353                                          | 353                                          | 353                                          | 353                                          | 353                                          | 353                                                                                  | 353                                                                                  | 353                                                                                  | 353                                                                                  |
| Skrzynia biegów           | Mercedes-Benz GO190   | Mercedes-Benz GO210 6-stopniowa manualna     | Mercedes-Benz GO210 6-stopniowa manualna     | Mercedes-Benz GO210 6-stopniowa manualna     | Mercedes-Benz GO210 6-stopniowa manualna     | Mercedes-Benz GO210 6-stopniowa manualna     | Mercedes-Benz GO210 6-stopniowa manualna     | Mercedes-Benz GO210 6-stopniowa manualna     | Mercedes-Benz GO210 6-stopniowa manualna                                             | Mercedes-Benz GO210 6-stopniowa manualna                                             | Mercedes-Benz GO210 6-stopniowa manualna                                             | Mercedes-Benz GO210 6-stopniowa manualna                                             |
| Skrzynia biegów (opcja)   | n/d                   | Mercedes-Benz GO240 PowerShift 8-stopniowa   | Mercedes-Benz GO240 PowerShift 8-stopniowa   | Mercedes-Benz GO240 PowerShift 8-stopniowa   | Mercedes-Benz GO240 PowerShift 8-stopniowa   | Mercedes-Benz GO240 PowerShift 8-stopniowa   | Mercedes-Benz GO240 PowerShift 8-stopniowa   | Mercedes-Benz GO240 PowerShift 8-stopniowa   | Mercedes-Benz GO240 PowerShift 8-stopniowa                                           | Mercedes-Benz GO240 PowerShift 8-stopniowa                                           | Mercedes-Benz GO240 PowerShift 8-stopniowa                                           | Mercedes-Benz GO240 PowerShift 8-stopniowa                                           |
| Skrzynia biegów (opcja 2) | n/d                   | ZF AS-Tronic 12-stopniowa półautomatyczna    | ZF AS-Tronic 12-stopniowa półautomatyczna    | ZF AS-Tronic 12-stopniowa półautomatyczna    | ZF AS-Tronic 12-stopniowa półautomatyczna    | ZF AS-Tronic 12-stopniowa półautomatyczna    | ZF AS-Tronic 12-stopniowa półautomatyczna    | ZF AS-Tronic 12-stopniowa półautomatyczna    | ZF AS-Tronic 12-stopniowa półautomatyczna (tylko w pojazdach do ruchu lewostronnego) | ZF AS-Tronic 12-stopniowa półautomatyczna (tylko w pojazdach do ruchu lewostronnego) | ZF AS-Tronic 12-stopniowa półautomatyczna (tylko w pojazdach do ruchu lewostronnego) | ZF AS-Tronic 12-stopniowa półautomatyczna (tylko w pojazdach do ruchu lewostronnego) |
|                           | [ 20 ]                | [ 14 ]                                       | [ 10 ]                                       | [ 11 ]                                       | [ 12 ]                                       | [ 16 ]                                       | [ 14 ]                                       | [ 15 ]                                       | [ 18 ]                                                                               | [ 18 ]                                                                               | [ 18 ]                                                                               | [ 18 ]                                                                               |